# Ценс
Ценс (нем. Zens) — посёлок в Германии, в земле Саксония-Анхальт. 

## История
29-12-1997: Расположенный в Бёрделанд

## География
Входит в состав района Шёнебек. Подчиняется управлению Зюдёстлихес Бёрделанд. Население 293 чел. Занимает площадь 5,13 км².